# اسلام: داستان ناگفته
اسلام: داستان ناگفته فیلمی مستند است که تام هالند رمان‌نویس و تاریخ‌نگار عامه پسند انگلیسی آن را نوشته و اجرا کرده‌است. این مستند ریشه‌های اسلام، از ادیان ابراهیمی برآمده در عربستان قرن هفتم میلادی، را می‌کاود، شبکه تلویزیونی بریتانیایی کانال ۴ نخستین بار این فیلم را در اوت ۲۰۱۲ پخش کرد.
این مستند مجادله برانگیز از آب درآمد. بازخورد آن در رسانه‌های جریان اصلی مختلف بود و از چهره‌های درون جامعه اسلامی بریتانیا که استدلال می‌کردند هالند شواهد مبنی بر روایت سنتی از تاریخ اولیه اسلامی را در نظر نگرفته با انتقاد روبه رو شد. آفکام نهاد مورد تأیید دولت و کانال ۴ بیش از ۱۲۰۰ شکایت در خصوص این برنامه دریافت کردند.کانال ۴ در هراس از اقدام متقابل مسلمانان ستیزه‌جو اکران عمومی فیلم در مقر خود در لندن را لغو کرد.